# Manoel José Duarte
Manoel (Manuel) José Duarte (* 6. April 1858 in Maceió, Alagoas; † 11. Juni 1914 in Rio de Janeiro) war ein brasilianischer Politiker, der unter anderem Gouverneur von Alagoas sowie Mitglied des Senats war.

## Leben
Manoel José Duarte absolvierte ein Studium der Geisteswissenschaften am Colégio Pinheiro sowie ein Studium der Medizin an der Medizinischen Fakultät der Universidade do Rio de Janeiro. Er war als Arzt und Hochschullehrer tätig. 1891 war er kurzzeitig Mitglied der Legislativversammlung von Alagoas. Am 12. Juni 1897 wurde er Gouverneur von Alagoas und bekleidete dieses Amt zwei Jahre lang bis zum 12. Juni 1899.
1900 wurde Duarte erstmals Mitglied des Bundessenats (Senado Federal), dem er bis 1908 angehörte.